# ان‌جی‌سی ۱۵۳۳
ان‌جی‌سی ۱۵۳۳ (انگلیسی: NGC 1533) نام یک کهکشان در صورت فلکی ماهی زرین است.